# Xavier Espot Zamora
Xavier Espot Zamora (Escaldes-Engordany, 30 oktober 1979) is een Andorrees politicus actief binnen de Demòcrates per Andorra (DA). Espot Zamora is sinds 16 mei 2019 premier van Andorra, als opvolger van zijn partijgenoot Antoni Martí. 

## Biografie
Espot Zamora studeerde in Barcelona aan de Universitat Ramon Llull alwaar hij een master in de rechten behaalde. Van september 2004 tot juni 2008 was hij actief als advocaat en ingeschreven aan de Andorrese balie.
In de beleidsploeg van Antoni Martí was Espot Zamora van 25 juli 2012 tot 28 februari 2019 minister van Sociale Zaken, Justitie en Binnenlandse Zaken, positie waarbij hij Rosa Ferrer Obiols opvolgde, politicus van de Sociaaldemocratische Partij. Eind februari 2019 diende hij zijn ontslag in om zijn kandidatuur als lijsttrekker voor de verkiezingen voor te bereiden. Hij stelde zich kandidaat als opvolger van zijn partijgenoot Martí, omdat die na twee termijnen als regeringsleider zich bij de verkiezingen van 2019 niet meer opnieuw verkiesbaar mocht stellen.
Òscar Ribas Reig (1e) · Josep Pintat-Solans · Òscar Ribas Reig (2e) · Marc Forné Molné · Albert Pintat · Jaume Bartumeu · Antoni Martí · Xavier Espot Zamora